# Sabaudiinae
Sabaudiinae es una subfamilia de foraminíferos bentónicos de la familia Cuneolinidae, de la superfamilia Ataxophragmioidea, del suborden Ataxophragmiina y del orden Loftusiida. Su rango cronoestratigráfico abarca desde el Hauteriviense superior hasta el Aptiense inferior o Badouliense (Cretácico inferior).

## Discusión
Clasificaciones previas incluían Sabaudiinae en el suborden Textulariina del orden Textulariida o en el orden Lituolida.

## Clasificación
Sabaudiinae incluye al siguiente género:
- Sabaudia †